# DKW Junior

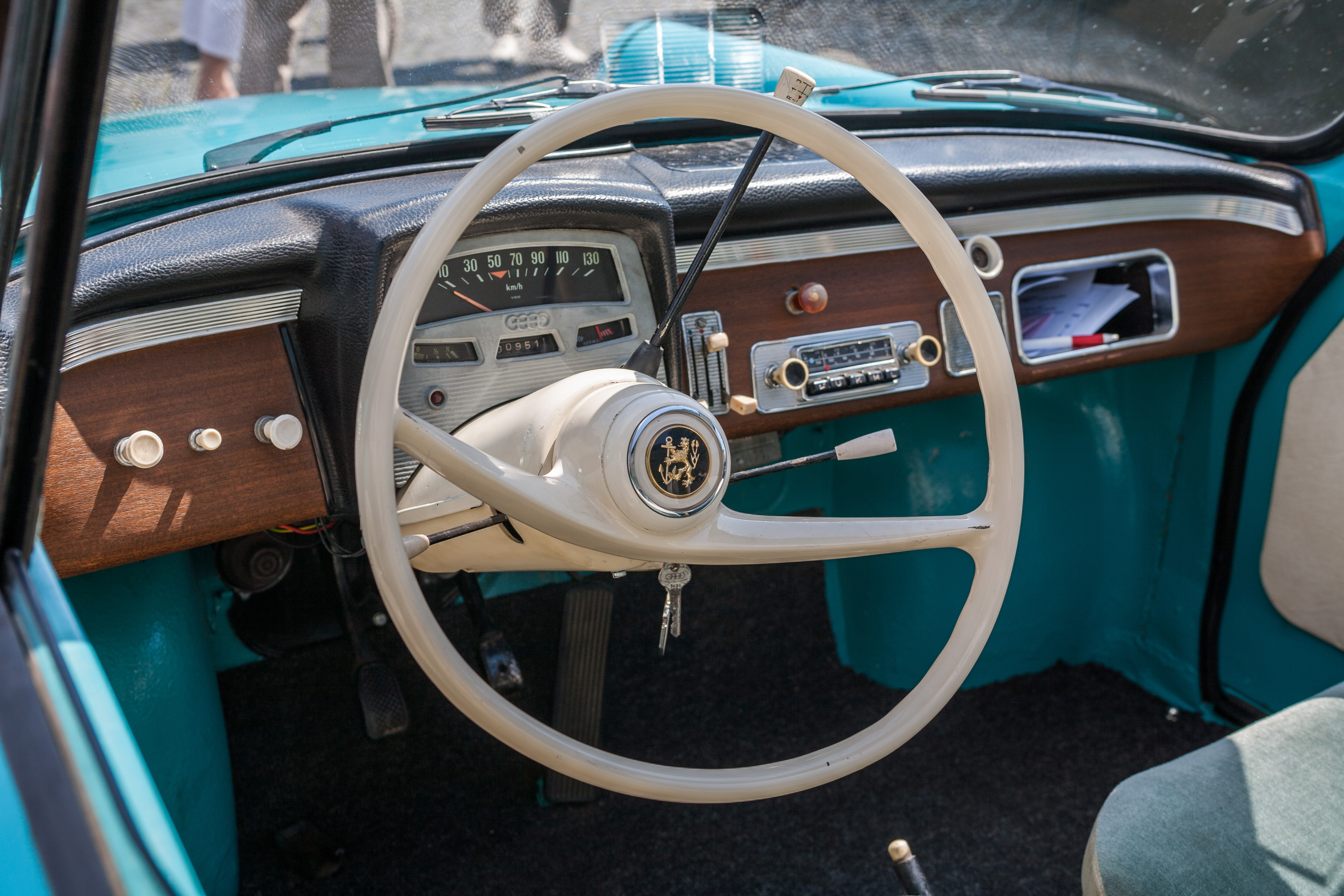
DKW Junior, Interieur

Der DKW Junior war ein Kleinwagen der Auto Union GmbH mit wassergekühltem Dreizylinder-Zweitaktmotor und Frontantrieb. Hergestellt wurde er im neuen Werk in Ingolstadt, zu dem der Grundstein im Juli 1958 gelegt worden war. Rund 240.000 DKW Junior und Junior de Luxe wurden in der knapp vierjährigen Bauzeit bis 1963 verkauft.

## Junior
Auf der IAA 1957 zeigte DKW einen Prototyp mit 660 cm³ großen Zweizylindermotor unter der Bezeichnung DKW 600. Bis auf den Motor glich er dem späteren DKW Junior Im August 1959 begann die Serienproduktion des DKW Junior.
Der DKW Junior zählte um 1960 zu den wenigen produzierten Pkw-Modellen mit Zweitaktmotor. Sein Dreizylinder-Reihenmotor mit 750 cm³ Hubraum und 34 PS (25 kW) war vor der Vorderachse eingebaut. Der Kühler und das vollsynchronisierte Vierganggetriebe lagen dahinter. Der für Zweitakt-Pkw typische Freilauf war beim DKW Junior nicht vorhanden. Die Kühlung arbeitete nach dem Thermosyphonprinzip mit Thermostat. Jeder Zylinder wurde durch eine separate Zündanlage versorgt, der Motor hatte also drei Unterbrecher und drei Zündspulen an der über den Zylindern angeordneten Lichtmaschine. Sehr kurze Zündkabel vermieden Potentialdifferenzen. Die Antriebswellen des Wagens hatten außen an den Rädern homokinetische Gelenke und innen am Getriebe Kardangelenke.
Im Vergleich zu anderen damaligen Zweitakt-Pkw wie Wartburg oder Trabant war der Motorlauf sehr ruhig, geräusch- und vibrationsarm. Möglich wurde das unter anderem durch eine vierfach gelagerte, gut ausgewuchtete Kurbelwelle, einen Zylinderblock und Kurbelgehäuse aus Grauguss sowie einen geräuscharmen Nylonlüfter. Ein anderer denkbarer Mangel des Zweitaktverfahrens trat beim DKW Junior hingegen umso deutlicher hervor: der für ein Fahrzeug dieser Klasse hohe Kraftstoffverbrauch, der im praktischen Fahrbetrieb bei 8,5 bis 11,5 l/100 km lag.
Die Karosserie wurde von einem Kastenrahmen getragen. Einige Teile wie die Kotflügel waren verschraubt und dadurch leicht auswechselbar. Die Vorderradaufhängung bestand aus Doppelquerlenkern mit einstellbaren, unten längs liegenden Drehstabfedern und Teleskopstoßdämpfern. Hinten war es eine an zwei Längslenkern und schrägliegendem Panhardstab geführte Verbundachse („Torsionskurbelachse“) mit querliegender Drehstabfeder und Teleskopstoßdämpfern. Um die ungefederten Massen gering zu halten, lagen die vorderen Bremstrommeln innen am Getriebe. Rippen oder kleine Schaufeln rund um die sogenannten Turbotrommeln sollten die Kühlung verbessern. Ebenso wie die größeren DKW-Modelle hatte auch der DKW Junior eine Zahnstangenlenkung. Das Fahrwerk war wartungsintensiv, es musste alle 7500 km an 40 Stellen abgeschmiert werden.
Mit der Karosserie des Junior in Trapezform verließ die Auto Union die rundliche Stromlinienform der auf einer Vorkriegskonstruktion beruhenden DKW-Personenwagen. Sie hatte angedeutete Heckflossen und in einer nahezu waagerechten Linie über die Scheinwerfer hinausgezogene Seitenteile. Sie wurde ausschließlich zweitürig geliefert und  bot verhältnismäßig viel Innenraum sowie nicht zuletzt dank schmaler Dachsäulen eine sehr gute Übersicht. Hinzu kam ein großer Kofferraum, in dem das Reserverad rechts stehend und nicht wie bei den älteren Modellen unter dem Gepäck untergebracht war. Unter dem Kofferraum hinter der Hinterachse lag der Tank. Nachteilig war der hohe Luftwiderstand.
Zur Ausstattung des Wagens gehörten unter anderem ein Lenkrad mit tiefliegender Nabe, Lenkradschaltung für das vollsynchronisierte Vierganggetriebe, ein stoßelastisches Armaturenbrett und Lichthupe. In der Werbung wurde überdies die „fast einen halben Quadratmeter“ große Hutablage herausgestellt. Ein Stahlschiebedach war gegen einen Aufpreis von 260,00 DM erhältlich; die automatische Kupplung Saxomat kostete 275,00 DM zusätzlich.

## Junior de Luxe

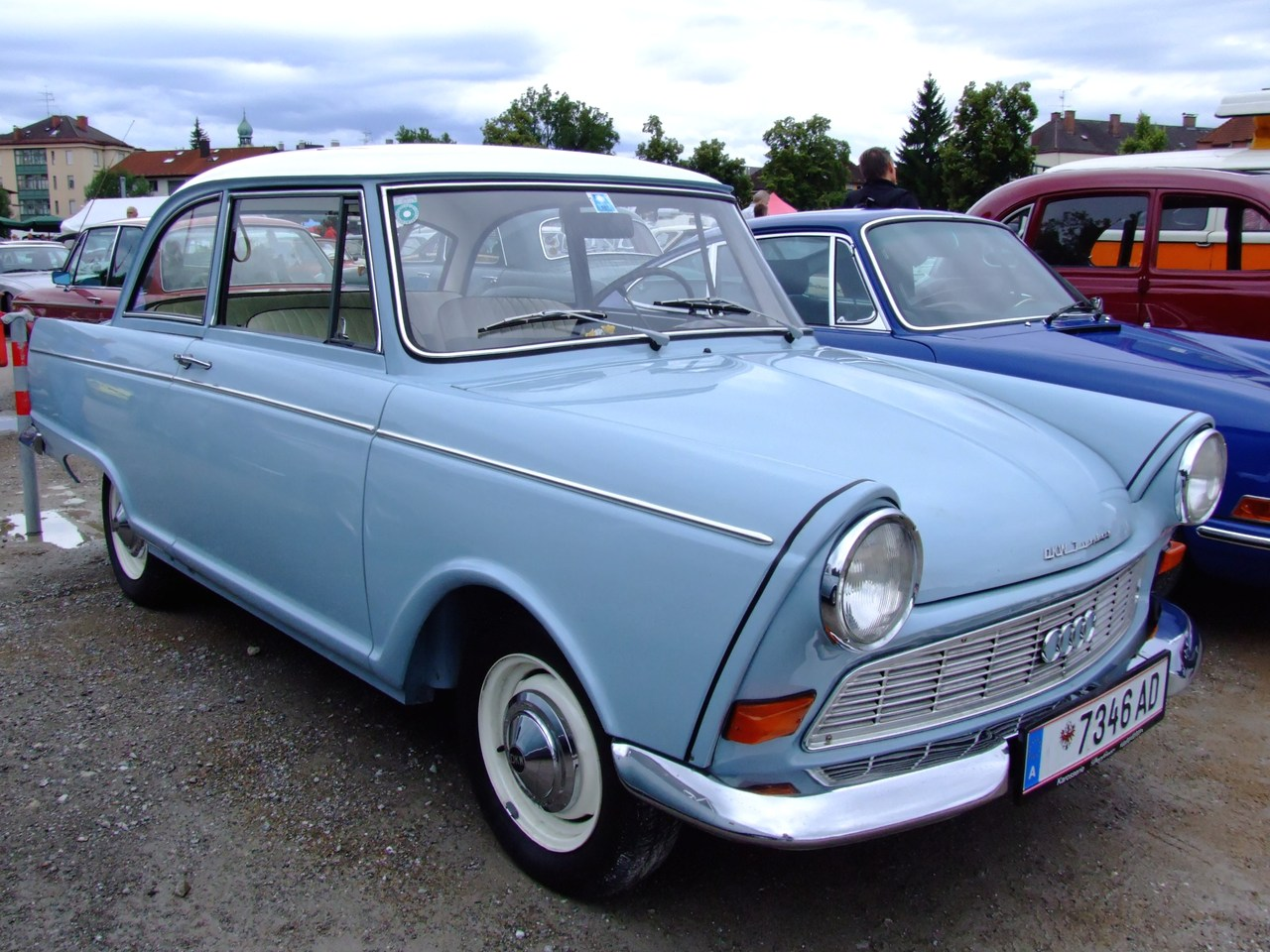
DKW Junior de Luxe

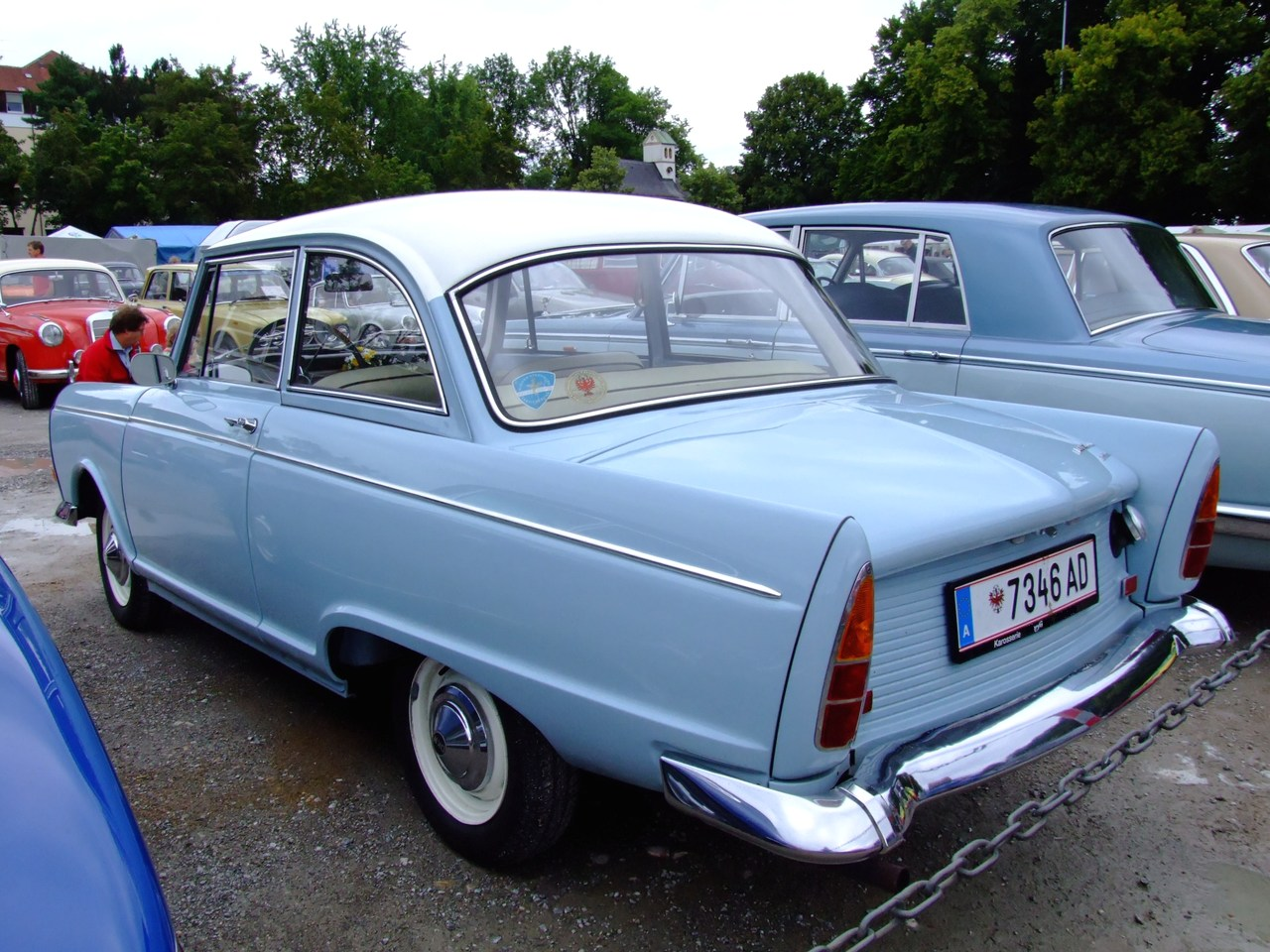
DKW Junior de Luxe

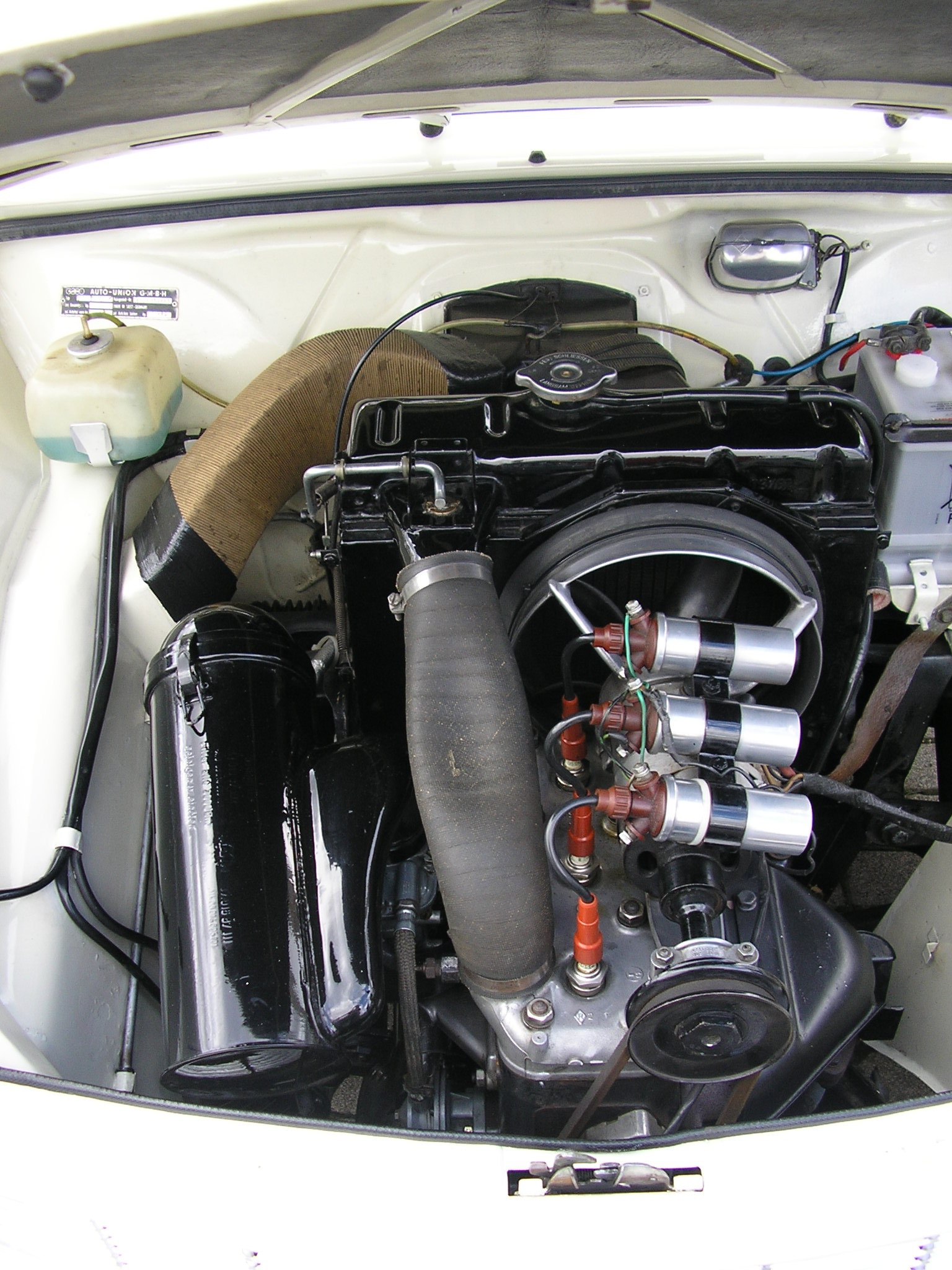
Motor Junior de Luxe (1963)

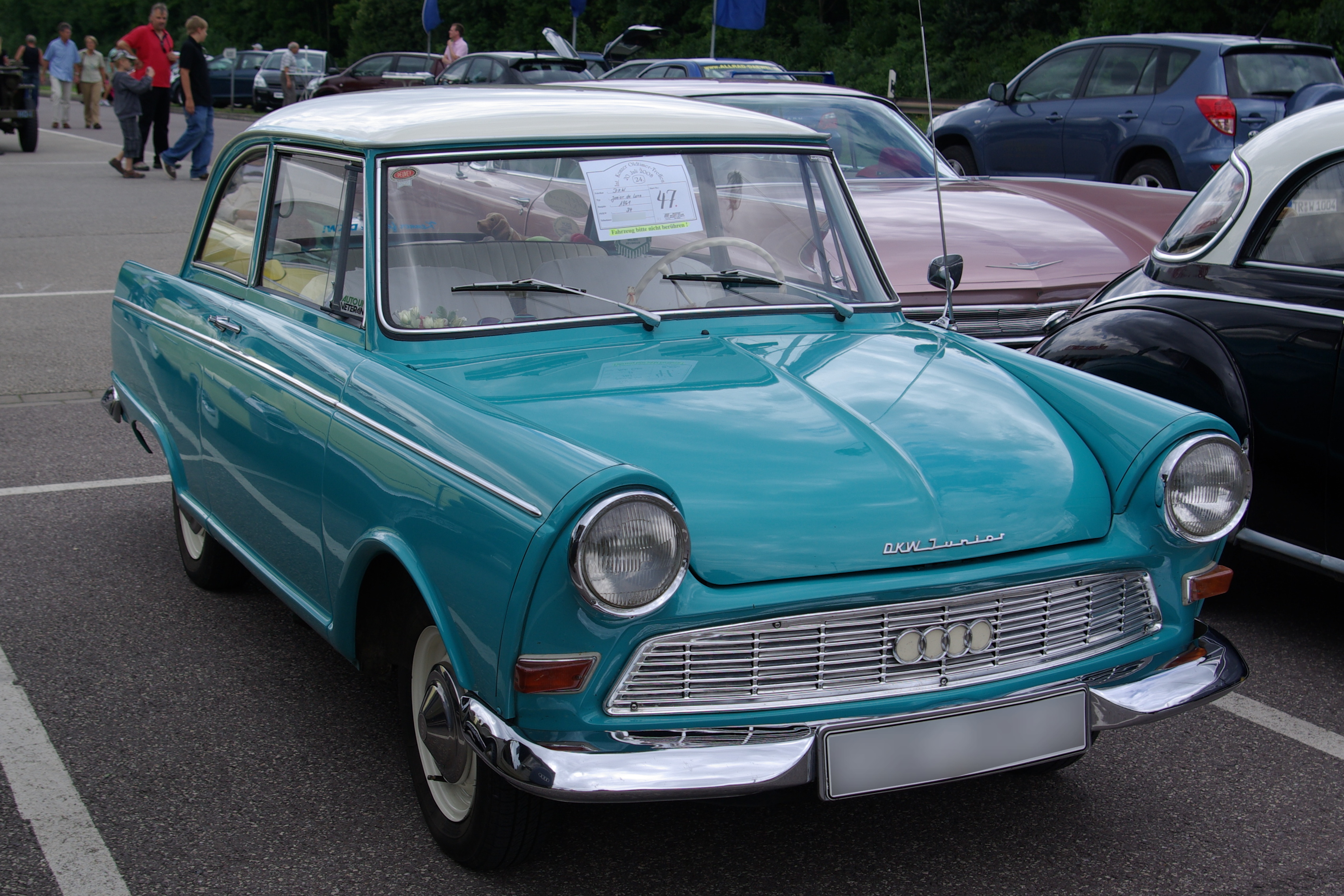
DKW Junior de Luxe

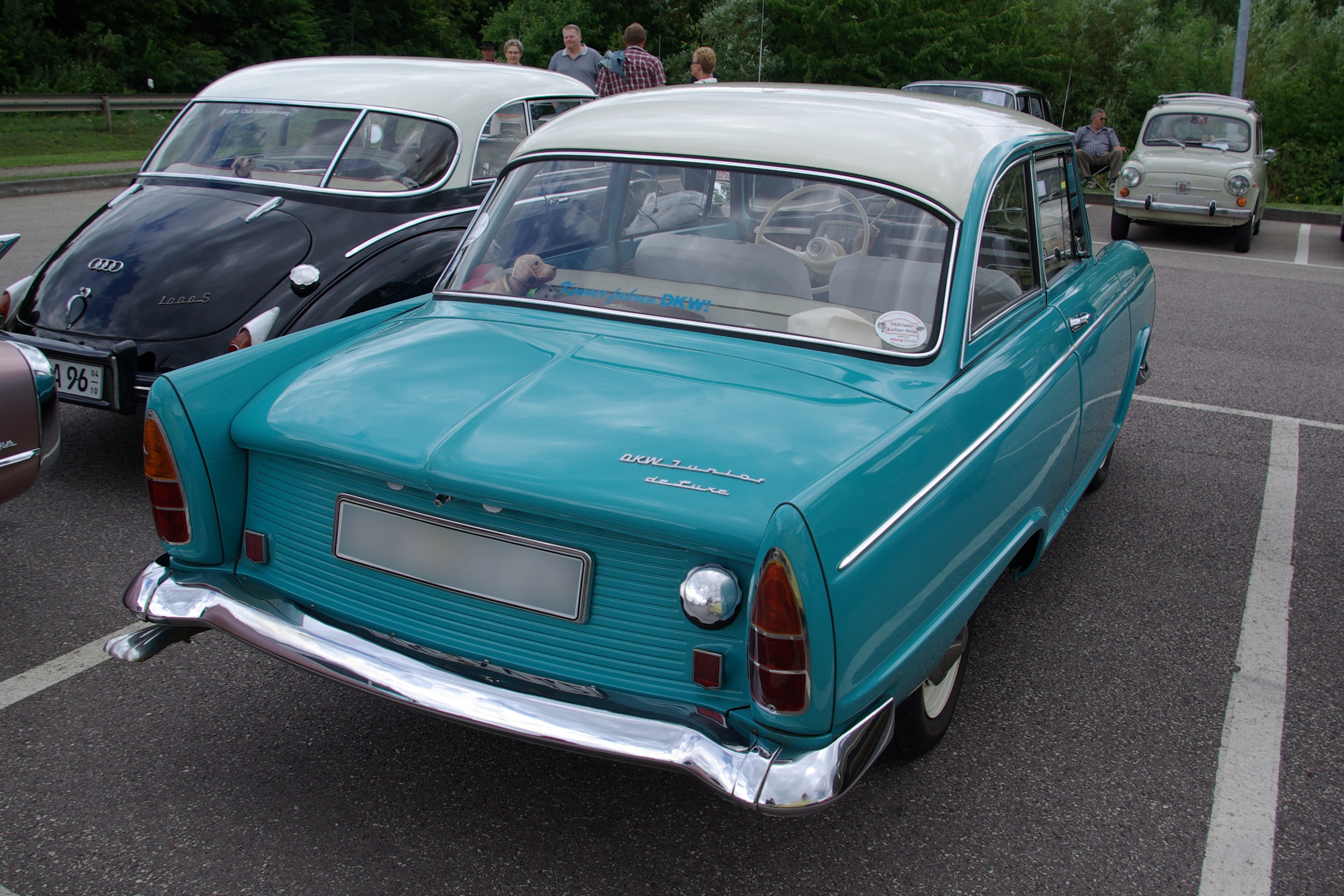
DKW Junior de Luxe

Zur IAA 1961 präsentierte die Auto Union den überarbeiteten DKW Junior de Luxe, der sich äußerlich insbesondere durch deutlich hervortretende Scheinwerfer vom Grundmodell unterschied. Er war zum einen als Nachfolger, zum anderen als luxuriösere Variante des ursprünglichen Juniors gedacht, unter anderem mit ausstellbaren Dreiecksfenstern in den Türen, von innen verriegelbarer Motorhaube und einer Chromzierleiste an den Seiten. Der Hubraum des Motors war auf 796 cm³ (Bohrung × Hub = 70,5 × 68 mm) angehoben worden, die Leistung blieb unverändert bei 34 PS. Ferner erhielt der Wagen wie auch der Auto Union 1000 eine Frischölautomatik, die im DKW Junior fortan als Extra zum Preis von 100,00 DM zu haben war. Das Öl musste nicht mehr wie sonst bei Zweitaktern üblich im richtigen Verhältnis dem Benzin beigemischt werden, sondern wurde in einen Ölbehälter eingefüllt und je nach Belastung des Motors den Zylindern zugeführt. Dadurch wurde weniger Öl verbrannt und die Geruchsbelästigung verringert.
Nur zwei Jahre lang wurde der Junior de Luxe gebaut, 1963 wurde er vom Typ F 11/F 12 abgelöst, einem weiterentwickelten Modell auf Junior-Basis.

## Technische Daten
|                       | Junior                            | Junior de Luxe                    |
| --------------------- | --------------------------------- | --------------------------------- |
| Bauzeit               | 1959–1962                         | 1961–1963                         |
| Aufbauten             | L2                                | L2                                |
| Motor                 | 3-Zylinder-Reihenmotor (Zweitakt) | 3-Zylinder-Reihenmotor (Zweitakt) |
| Bohrung × Hub         | 68 mm × 68 mm                     | 70,5 mm × 68 mm                   |
| Hubraum               | 741 cm³                           | 796 cm³                           |
| Leistung              | 34 PS (25 kW) bei 4300/min        | 34 PS (25 kW) bei 4300/min        |
| max. Drehmoment       | 63,8 Nm bei 2500/min              | 71,1 Nm bei 2500/min              |
| Verdichtung           | 8–8,25 : 1                        | 7–7,25 : 1                        |
| Verbrauch             | 9 l/100 km                        | 9,5 l/100 km                      |
| Getriebe              | 4-Gang mit Lenkradschaltung       | 4-Gang mit Lenkradschaltung       |
| Höchstgeschwindigkeit | 114 km/h                          | 116 km/h                          |
| Leergewicht           | 700 kg                            | 710 kg                            |
| Zul. Gesamtgewicht    | 1015–1080 kg                      | 1095 kg                           |
| Elektrik              | 6 Volt                            | 6 Volt                            |
| Länge                 | 3965 mm                           | 3980 mm                           |
| Breite                | 1575 mm                           | 1575 mm                           |
| Höhe                  | 1430 mm                           | 1400 mm                           |
| Radstand              | 2175 mm                           | 2175 mm                           |
| Spur vorne/hinten     | 1180 mm/1212 mm                   | 1180 mm/1212 mm                   |
| Wendekreis            | 10,7 m                            | 10,7 m                            |
| Reifengröße           | 5.20–12″                          | 5.50–13″                          |

- L2 = 2-türige Limousine